# آرکادی ووروبیوف
آرکادی ووروبیوف (روسی: Аркадий Никитич Воробьёв؛ ۳ اکتبر ۱۹۲۴ – ۲۲ دسامبر ۲۰۱۲) وزنه‌بردار اهل روسیه بود.
وی همچنین برندهٔ جوایزی همچون نشان لنین و نشان دوستی شده‌است.
وی در مسابقات کشوری و بین‌المللی در مجموع برندهٔ ۱۲ مدال طلا، ۴ مدال نقره، ۳ مدال برنز شده‌است.